# La Grande Parade (film, 1986)
Pour les articles homonymes, voir La Grande Parade.
Pour plus de détails, voir Fiche technique et Distribution.
La Grande Parade (	大阅兵, Dà Yuèbīng) est un film chinois réalisé par Chen Kaige, sorti en 1986.

## Synopsis
Six soldats de l'armée de l'air suivent un entraînement particulièrement difficile en vue de participer au défilé militaire de la fête nationale chinoise.

## Fiche technique
- Titre : La Grande Parade
- Titre original : 	大阅兵, Dà Yuèbīng
- Réalisation : Chen Kaige
- Scénario : Lili Gao
- Directeur de la photographie : Zhang Yimou
- Pays d'origine : Chine
- Format : Couleurs - 2,35:1 - Mono - 35 mm
- Genre : Drame
- Durée : 103 minutes
- Date de sortie : 1986

## Distribution
- Guan Qiang : Liu Guoqiang
- Lu Lei : Jiang Junbiao
- Chun Sun : Sun Fang
- Tung Li : Hao Xiaoyuan
- Wang Xueqi : Li Weicheng
- Wu Ruofu : Lu Chun